# طاووس

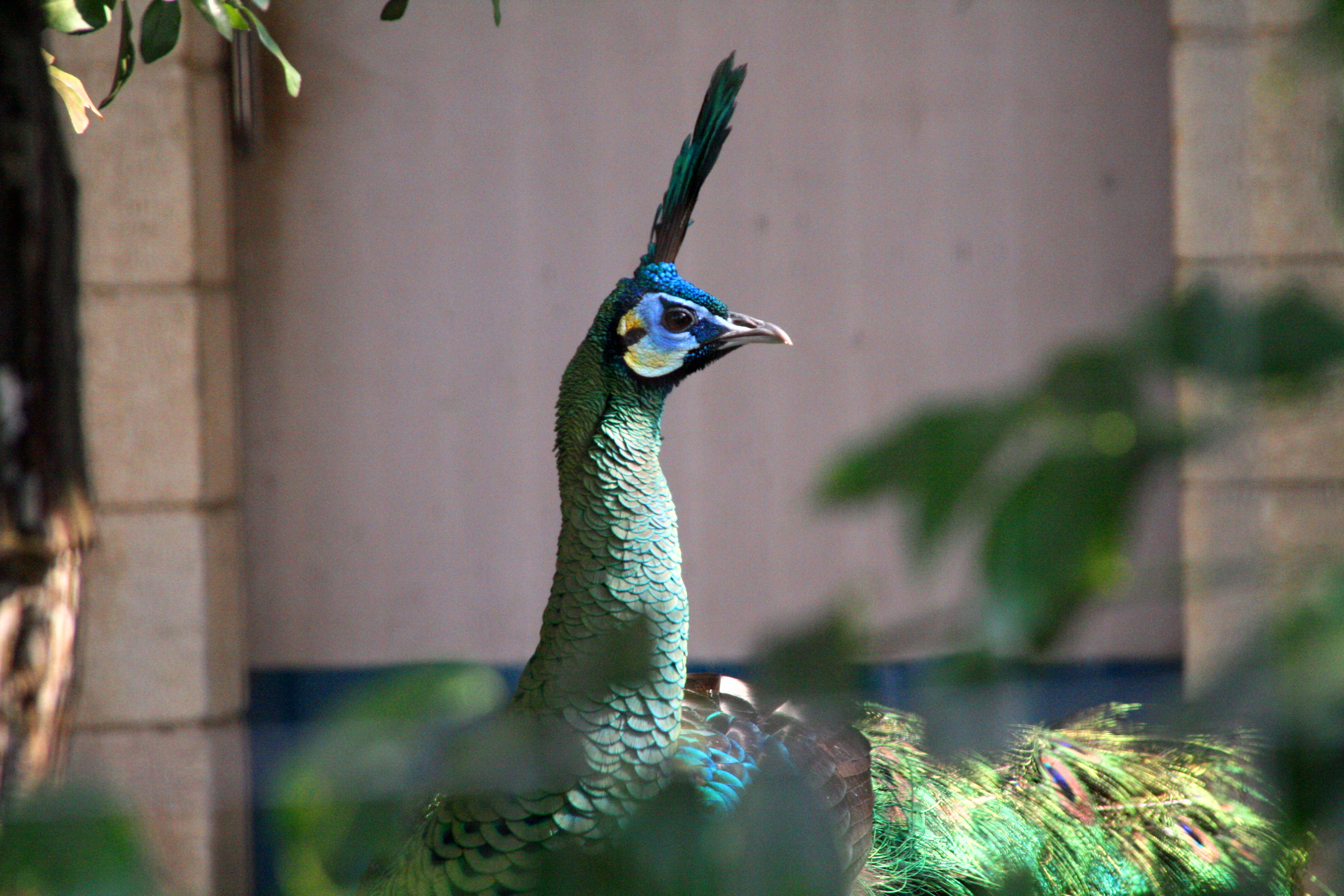
طاووس أخضر.

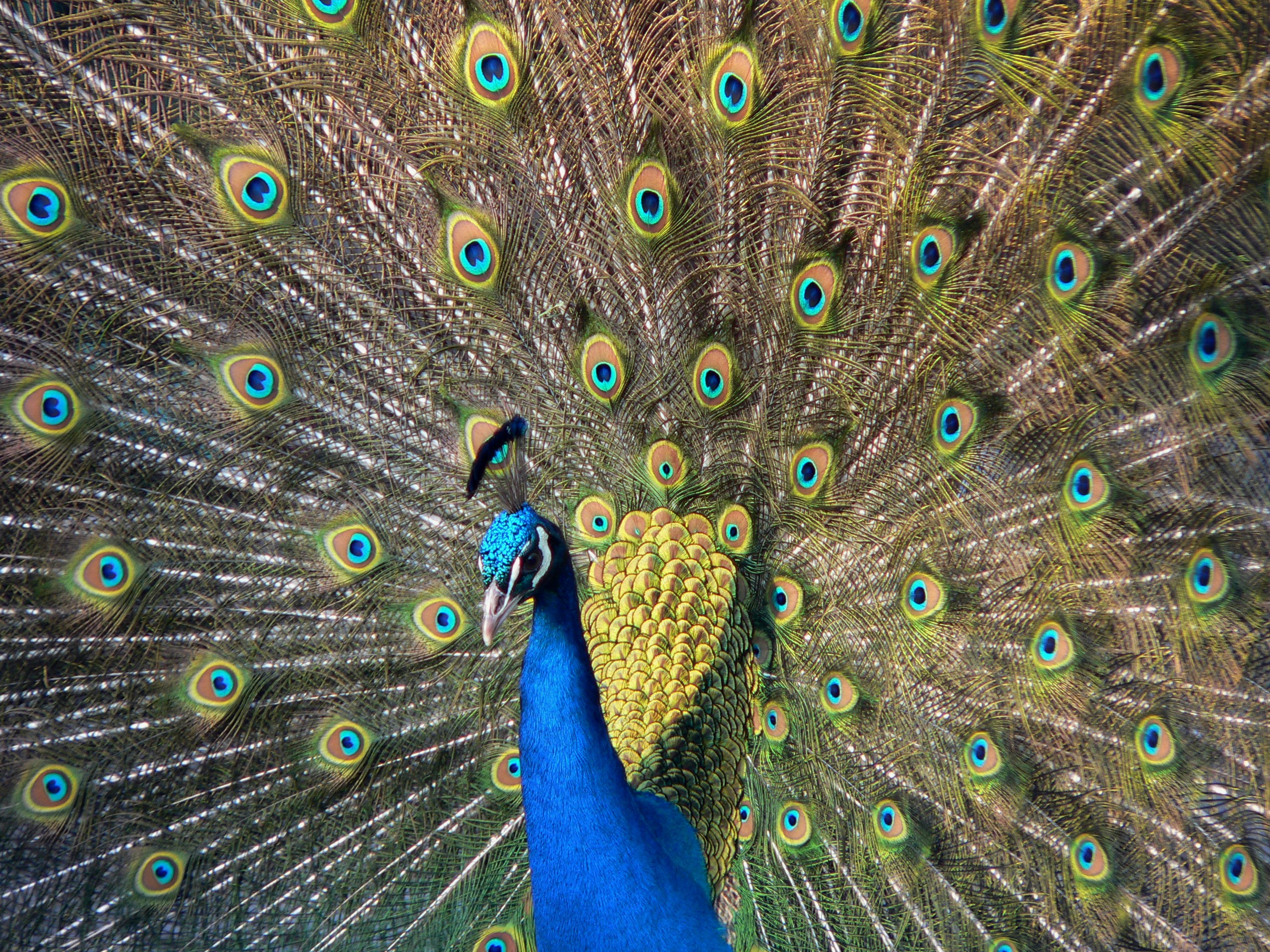
صورة مقربة لطاووس هندي مذكر.

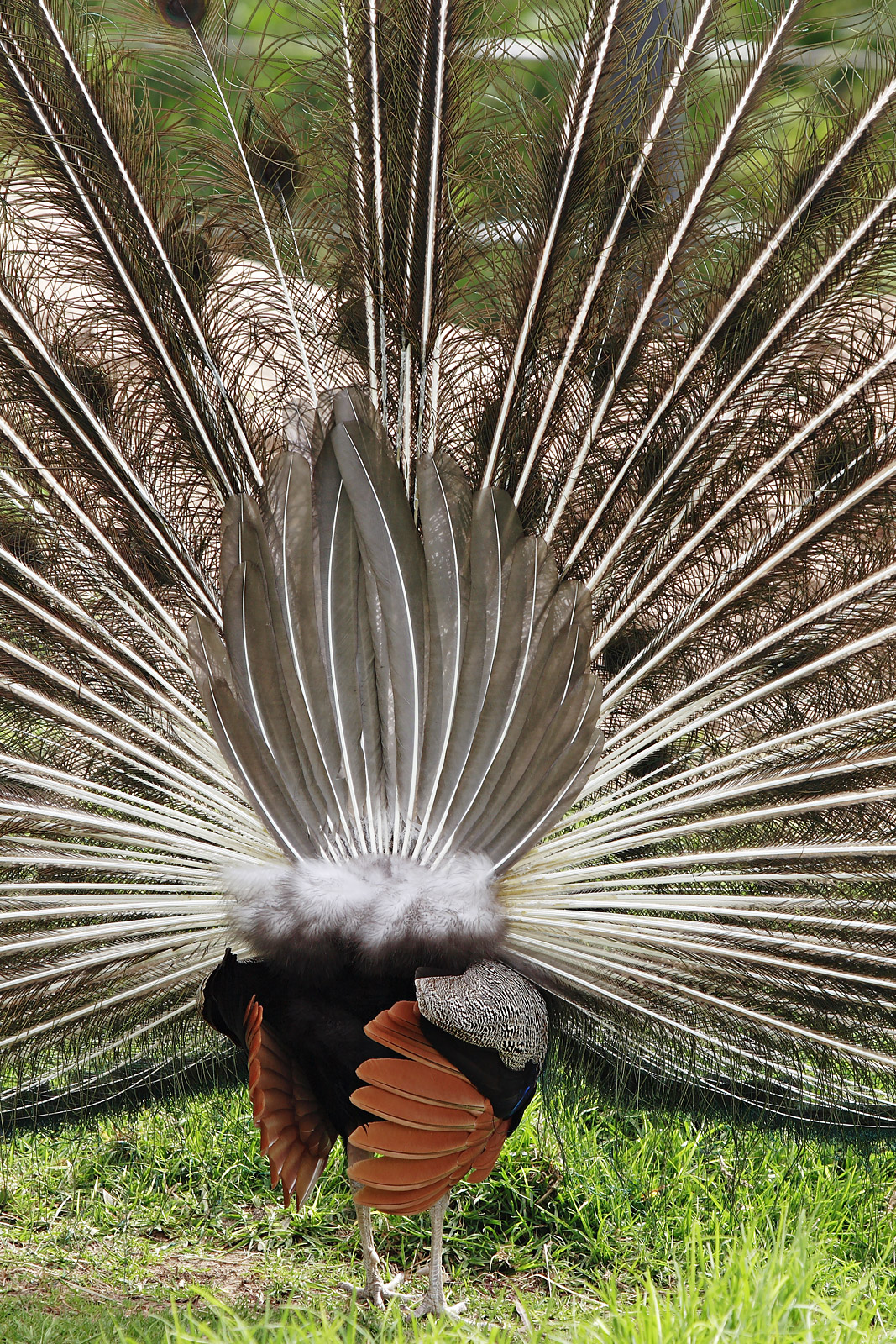
منظر خلفي لطاووس هندي أزرق.

الطاووس ويُكْتَبُ تخفيفاً الطاوس (بواوٍ ناقصة) (الاسم العلمي: Pavo)، نوع من الطيور التي تتبع فصيلة التدرجية من رتبة الدجاجيات، وهو من أجمل الطيور؛ فالذكر ينشر ريشه إلى الخلف في شكل مروحة جميلة طولها نحو خمس مرات طول جسم الطاووس. الطاووس، طائر من أكثر الطيور بهرجة وزهوًا وذلك لكثرة ريشه ولجماله. وأكثر أنواع الطاووس ألوانًا هو النوع الهندي. ويبلغ حجم الذكر حجم الديك الرومي. وله عنق وصدر بلون أزرق مخضر معدني، ولون الأجزاء السفلى بنفسجي مزرق، وله صفّ طويل من الريش الأخضر المخطط ببقع واضحة تشبه شكل العين. وهذا الريش ينمو من الظهر لا من الذنب. وأثناء فترة التخصيب ينشر الذكر صفوف ريشه في شكل مروحة عظيمة أثناء استعراضه البطيء أمام الأنثى. وحجم الأنثى أصغر، وألوانها أقل بهرجة من ألوان الذكر. وليس للأنثى هذا الصف من الريش.
يعيش الطاووس الهندي حياة برية في الهند وسريلانكا، ويمكن رؤيته في متنزهات المدن، وفي المزارع بالقرى. وقد يكون للألوان الخضراء الداكنة المفرقة قيمة وقائية وسط النباتات الاستوائية المتعددة الألوان. ويأكل الطاووس الحلزونيات، والضفادع، والحشرات، إضافة إلى الحبوب، والحشائش المثمرة والنباتات بصلية الشكل. وكثيرًا ما يُخرب الطاووس المحاصيل. وقد توجد منه أنواع بيضاء الريش يحتفظ بها الناس. ويوجد النوع الأخضر من الطاووس في بورما، وماليزيا، وجاوه؛ ولون عنقه وصدره أخضر ذهبي.
توجد الأنواع المستأنسة من الطاووس في كل أرجاء العالم، ولا يستطيع الطاووس الصغير مقاومة تقلبات الطقس في المناطق الحارة، ولهذا تصعب تربيته. وتقيم الأنثى عشها في بقعة محمية على الأرض، وتضع عشر بيضات أو أكثر ذات لون بني.
كان الطاووس يُحمل إلى كل أنحاء العالم بوصفه شيءًا نادرًا، وقد ورد ذكر الطاووس في مسرحية أرسطوفانيس، الطيور، التي كتبها في اليونان في القرن الخامس قبل الميلاد. وكان الطاووس يُعد من الأطعمة المشوية الفاخرة وكان يقدم على المائدة محلى بريشه الجميل.

## السلوك
اجتماعي بطبيعته، يعيش في مجموعات مكونة من زوجين إلى خمسة أزواج، ويساعدون بعضهم عند وجود خطر بحيث يبدؤون بالصراخ القوي، وينتشرون على الأرض باحثين عن الطعام، وينامون في أعالي الأشجار في مكان واحد. وحياة الطاووس البري منظمة من حيث الأكل في مكان معين من الغابة والحمام الشمسي له مكان معين ويتردد عليه.

## الغذاء
يتغذى الطاووس على الحبوب وفتات الخبز والفواكه والأعشاب في الحديقة والورود والديدان والحشرات والزواحف الصغيرة ويفضل الماء العذب، المليء بعناصر الأملاح المعدنية.

## التكاثر
يبلغ الطاووس عند بلوغ ثلاثة سنوات بحيث يكون اكتمل الذيل ليبدأ بطقوس المغازلة، في موسم الربيع يبدأ بطقوس المغازلة بحيث يمر على أربعة دجاجات أو طاوسات (النسور) ناشراَ ذيله متباهيا بجماله، ويرسل ارتعاش الحفيف خلال إقامة النسور حتى عـند عـدم وجـود الدجاجة، وبعد التزاوج تبني الأنثى عشها على الأرض من الأعشاب سطحيه مصنوعة من القضبان، والأوراق، والمنظمات، والمخفي عن أنظار المفترسات، وتبيض الأنثى من 4-6 بيضات في البرية تقريباًََ، غلبا ما تبيض ليلاً وكلما كان الغذاء وصحة الأنثى أفضل زاد عدد البيض عن 4 بيضات. وتحضن الأنثى البيض من 28 إلى 30 يوم، وتتبع الصغار أمها لمدة أربعة أشهر وتتبعها فوق الأشجار ليلاً، ويكتمل نموها بين الثمانية أشهر وعشرة أشهر.

## الأنواع التي تعيش في البر
- الطاووس الهندي.
- الطاووس الكونغو.
- الطاووس الاخضر.
- الطاووس الابيض.
- الطاووس النحاسي .
- الطاووس المشمشي .

وهناك العديد من الطواويس التي تعيش في الغابات.

## الأنواع المدجنة
- أسود الجناحان: هذا التغير كل الخصائص الفيزياء وألون الزرقاء، إلا أن الجناح الريش وهي أسود مظله خضراء مع مختلطة. القطار النسور أيضا ظهور أكثر البرونزية. وتشير السجلات إلي هذا التغير بدا منذ عام 1823 في أوروبا. صحيح السوداء يولد السوداء تحمل كتفه عندما تكاثر النسل السوداء جنبا إلي جنب السود.
- المبقع بالأسود: وهو متناثر الألوان فيختلط ما بين الأبيض والأسود والأزرق والأخضر بحيث يكون 25% الأبيض 50% الأسود 25% الأزرق.
- العقيق الأسود: ويكون الرأس والرقبة من (الأزرق المخضر) والجناحان من الرمادي والذيل من الرمادي الممزوج باللون النحاسي عند توهج الأضواء عليه.
- الأرجواني: وهو يحمل اللون الأسود وعند توهج الشمس عليه يظهر اللون الأرجواني.
- المبقع بالأزرق: وهو مثل الأسود ولكن تكثر اللون الأزرق بحيث يكون 25% أبيض 50% أزرق 25% الألوان الأخرى.
- البرونزي: وتسمى أيضًا باسم بوفورد ويكون لونه البرونزي المتوهج بالأزرق.
- بورمي الأخضر: وذكر يختلف كثيرًا عن بقي التصنيف النوعي. وجهيه الجلد ليست ذكية الأزرق والأصفر. عموما بكثير لون ممل وأكثر زرقة. حلقة مظلمة والأزرق. العنق وصدر النسور له حدود رمادي الصبغة الزرقاء أو الخضراء. خلف أكثر واقل مزرق الذهبي. الجناح السري النسور السود فقط ضيقه مظلمة الأزرق الحدودي. البطن وهي الأجنحة ممل وأكثر زرقة. البورميين إلى بورما أخضر أخضر تربوا تربية صحيحة.
- النقش البني: وهو لون رائع من البني بحيث تكون الرقبة بني غامق والأجنحة مشخطة بالبني علي الأبيض والذيل بني فاتح.
- المبقع بنقش البني: وهو يكون بين البني والأبيض بحيث يكون 25% 50% أبيض و25% بني.
- البني الأبيض العينين: وهو يشبه المبقع البني لكن يختلف أن ذيله بني فاتح مثل النقش البني وعند العينين بقع بيضي.
- سبالدينج: وهو من أروع الألوان الرقبة باللون الأخضر الفاتح والأجنحة بالون القاتم والذيل بلون الأخضر مع الصبغة الزرقاء والصفراء.
- الهند الأزرق: وهذا النوع من الأنواع البرية الحقيقية. فإن شكل القمة والأزرق المعدني رأسه بشرته البيضاء وجهيه. والمنقار هي مقرن رمادية اللون. وسواعد وأكتاف يمنع بالي الهاوي وأسود ضارب إلى أسمر. الأرجل هي الرمادي ضارب إلى أسمر. الذيل الريش تستخدم لدعم تدريب عددهم حوالي 18 إلى 20 للذكور و 15 للإناث و 18، و 16 و 18 بوصه وبطول. القطار الحديدي قد تبدو في الغالب أخضر اللون تبعا خفيفة و56 إلى 64 بوصه طويلة. القطار النسور تتألف من حوالي 30 مرض النسور، النسور، فان 33 و 175 وسيلي النسور متفاوتة الأطوال. وسيلي تتكون من الرقعة الضيقة التي تحيط بها اسعين شبكات ذكية برونزي صغير أزرق وأحمر والثاني ذهبي الضيقة تلك الأخضر والنيلج برونزي. الهند الأزرق تكاثر النسل الحقيقي عندما يولد الهند الأزرق.
- المبقع الهند الأزرق: وتكون مبقعة بالأبيض في جميع أنحاء جسمها 75% أبيض.
- الهند الصينية: وتكون الرقبة أخضر تلمع بلون النحاسي وليس الأحمر والجناحان تميل للون الأزرق.
- يشم السبالدينج: وهو بين الون الأخضر والبني في الوسط في الأجنحة.
- جافا الأخضر: وهذا النوع من الأنواع البرية الحقيقية. هذا الطائر طويل الساقين، وهو طويل، والمستقبل أصغر حجما من النوع الأزرق الهند. والقمة هي خضراء اللون وهو طويل ستدق. جهيه الجلد هو مجرد قشور خفيفة الزرقاء حول العينين والكروم مشرقه صفراء من الأذن المنطقة إلى قاعدة القانون المشروع وهي أسود ضارب إلى سمر ساقيه حلقه، والنهاية هي أعلى العنق القصير معدنية مغطاة الزرقاء النسور الخضراء. الجناح مشرقه الحديدي الأزرق والأخضر. البطن وهي سوداء الأجنحة الخضراء. فخذيه سوداء مزركش مع براون. الجاويه أخضر تربوا علي الجاوي تولد صحيح.
- النقش الأسود: والرقبة من اللون الأسود والجناح من ألون البني الخفيف وذيله من النقوش السوداء والبني على الأبيض.
- المبقع بالفضي: وهو ألون الأبيض على نقوش بالون الفضي.
- الأبيض: وهو كامل البياض شكله جميل.
- منتصف الليل: وهو اللون الأسود المتوهج بلون الأزرق.
- الفحم: وهو اللون الأسود على الرقبة والذيل متوهج بالأزرق والأجنحة أبيض مخطط بالأسود.

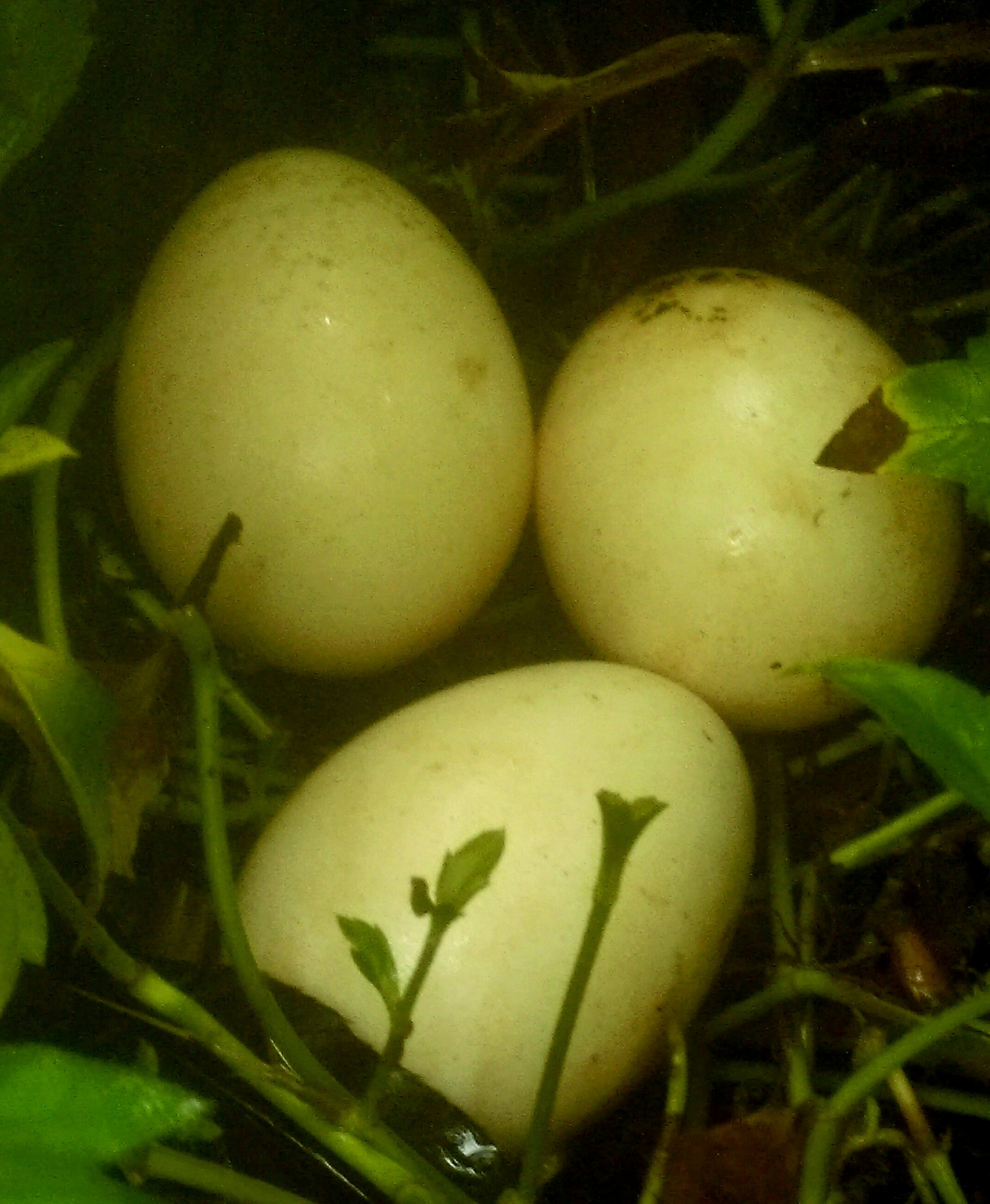
بيض طاووس وجد في آرافاث، مقاطعة كاساراجود بكيرلا، الهند

## وصلات خارجية
- الطاووس من الموسوعة العربية العالمية
- Zoonomen - Zoological Nomenclature Resource — World Birds Taxonomic List as of 2006-09-26
- Peafowl Varieties Database
- The Peacock Pages: All About Peacocks!, An article by Lisa Johnson from the Game Bird and Conservationists' Gazette — Aspects of the cultural role of peafowl and their place in aviculture.
- United Peafowl Association Knowledge Base
- "Behavioural Ecologists Elucidated How Peahens Choose Their Mates, And Why", an article at ScienceDaily.com
- Videos of Peafowls on the Internet Bird Collection]
- Peacock — Etymology of the word
- Video of a peacock showing of his plumage